# サクラアンプルール
サクラアンプルール（欧字名:Sakura Empereur、2011年3月4日 - ）は、日本の競走馬、種牡馬。主な勝ち鞍に2017年の札幌記念。
馬名の由来は、冠名＋「皇帝（仏）」。
半兄に重賞4勝のサクラメガワンダー（父グラスワンダー）がいる。

## 経歴

### デビュー前
2011年3月4日、北海道新ひだか町の谷岡スタットで誕生。同スタッドの谷岡毅代表は「幼少期から元気な馬であり、馬体の良さも目立っていました」「牧場で管理していた頃から気性が強すぎて、走ることに集中できないような一面もありました」と当時の様子を振り返る。

### 3歳時（2014年）
美浦・尾関知人厩舎から2014年1月にデビュー。しかし、気性の難しさが災いし、デビューからの2戦は8着、14着と連続して大敗を喫した。その後、ホッカイドウ競馬に移籍し、2連勝を飾った。

### 4歳時（2015年）
中央に復帰し、金成貴史厩舎に所属した。この頃もまだ気性面での難しさは残っており、しばらくは500万条件戦で結果を残すことができなかった。しかし、谷岡スタットの谷岡毅代表いわく「調教助手や厩務員の方などが馬に愛着を持って接してくれた」ことで徐々に成績は安定していく。

### 5歳時（2016年）
1月16日の500万条件戦で待望の中央初勝利を挙げると、1000万条件の鹿野山特別も1着となり、2連勝で準オープンまで昇格する。準オープン3戦目となった12月の美浦ステークスで1着となり、オープン入りを果たした。

### 6歳時（2017年）
オープン昇格後初戦の白富士ステークスで勝ち馬スズカデヴィアスとタイム差なしの2着に入ると、初の重賞出走となる中山記念でも内を突いてネオリアリズムの2着に入り、頭角を現した。しかし、大阪杯では13着、函館記念では9着に終わった。
6番人気で迎えた札幌記念では直線で一気に突き抜けてると、外から追い込んできたナリタハリケーンをクビ差振り切って優勝。レース後の口取りにはホッカイドウ競馬時代の2戦でコンビを組んだ五十嵐冬樹も参加した。
叔父のサクラチトセオーに続く勝利を狙った天皇賞（秋）では通常有利とされる最内枠を引き当てたが、当日は大雨による極度の不良馬場となり、コーナーで外々を回す形となって8着に終わった。次戦の有馬記念では直線で外から内に切れ込んできたスワーヴリチャードと内のシュヴァルグランの間に挟まれ、鞍上の蛯名正義が大きく体勢を崩す不利を受け、最下位に沈んだ。蛯名は「完璧に進めたが、（直線の不利で）競馬にならなかった」とコメントした。

### 7歳時（2018年）
中山記念4着、日経賞3着、函館記念2着と善戦するも勝ち切れない競馬が続いた。連覇を狙った札幌記念は6着に終わった。
天皇賞（秋）では大外枠から出遅れながらも6着と健闘。前年のリベンジを期した有馬記念は不利な16番枠に入り、後方からしぶとく伸びるが7着に終わった。騎乗した田辺裕信は「枠だけが悔やまれる」とコメントした。

### 8歳時（2019年）

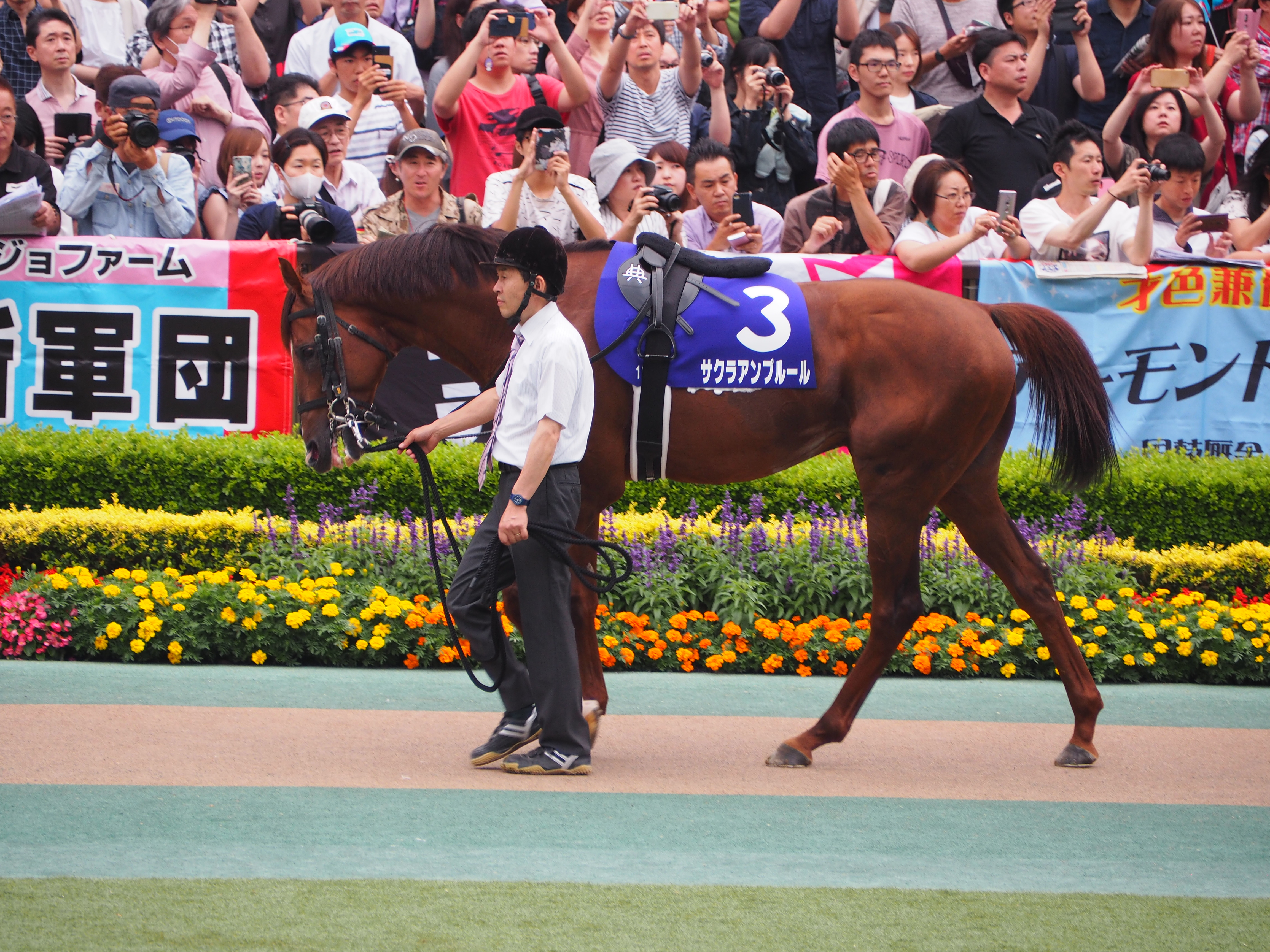
2019年安田記念パドック

アメリカジョッキークラブカップから始動し、5着となる。次戦の日経賞では2年連続の3着に入った。その後は金成師が「以前から使ってみたかった」というマイル戦の安田記念に出走し、10着だった。3年連続出走の札幌記念では14頭立ての13着に敗れた。9月6日、右第3中手骨遠位剥離骨折のため3ヶ月以上の休養を要する見込みであることが判明。その2日後の9月8日に現役引退が発表された（競走馬登録抹消は9月11日付）。

### 引退後
引退後は北海道新ひだか町のレックススタッドで種牡馬となった。2020年度に2頭の牝馬に種付けを行ったもののどちらも受胎せず、結果的にサクラアンプルールの産駒は一頭も誕生することの無いまま2022年6月30日付で用途変更、種牡馬を引退した。その後、2023年より引退名馬繋養展示事業の助成対象馬となり、新和牧場で余生を送っている。

## 競走成績
以下の内容はnetkeiba.comの情報に基づく。
| 競走日     | 競馬場 | 競走名                   | 格   | 距離（馬場）  | 頭 数 | 枠 番 | 馬 番 | オッズ （人気） | 着順 | タイム （上がり3F） | 着差 | 騎手        | 斤量 [kg] | 1着馬（2着馬）         | 馬体重 [kg] |
| ---------- | ------ | ------------------------ | ---- | ------------- | ----- | ----- | ----- | --------------- | ---- | ------------------- | ---- | ----------- | --------- | ---------------------- | ----------- |
| 2014.02.01 | 東京   | 3歳新馬                  |      | 芝1800m（良） | 16    | 8     | 15    | 023.10（7人）   | 08着 | R1:51.4（34.2）     | -0.9 | 0宮崎北斗   | 56        | カレンリスベット       | 468         |
| 0000.03.16 | 中山   | 3歳未勝利                |      | ダ1800m（稍） | 16    | 4     | 7     | 019.90（9人）   | 14着 | R1:59.1（41.1）     | -2.5 | 0宮崎北斗   | 56        | タマモマズルカ         | 468         |
| 0000.05.28 | 門別   | 日高山脈ペデガリ岳賞     |      | ダ1700m（良） | 12    | 8     | 12    | 002.00（1人）   | 01着 | R1:53.7（40.0）     | -0.3 | 0五十嵐冬樹 | 56        | （ミヤジレイナ）       | 470         |
| 0000.06.18 | 門別   | サラブレッドロード新冠賞 |      | ダ1700m（稍） | 8     | 2     | 2     | 001.20（1人）   | 01着 | R1:52.4（39.6）     | -0.0 | 0五十嵐冬樹 | 56        | （スクートオフ）       | 470         |
| 2015.01.04 | 中山   | 4歳上500万下             |      | ダ1800m（良） | 15    | 8     | 14    | 036.4（12人）   | 11着 | R1:57.3（40.5）     | -2.4 | 0田辺裕信   | 56        | マドリードカフェ       | 462         |
| 0000.06.28 | 函館   | 3歳上500万下             |      | ダ1700m（不） | 13    | 4     | 5     | 121.1（13人）   | 04着 | R1:44.4（36.4）     | -0.2 | 0勝浦正樹   | 57        | トーセンアーネスト     | 480         |
| 0000.08.08 | 札幌   | 3歳上500万下             |      | ダ1700m（良） | 13    | 5     | 6     | 010.60（5人）   | 05着 | R1:45.2（36.9）     | -0.6 | 0勝浦正樹   | 57        | メイショウナゴミ       | 472         |
| 0000.09.05 | 札幌   | 3歳上500万下             |      | 芝2000m（稍） | 16    | 8     | 16    | 028.00（8人）   | 04着 | R2:03.7（36.4）     | -0.2 | 0勝浦正樹   | 57        | ペンタトニック         | 466         |
| 0000.10.25 | 新潟   | 浦佐特別                 | 5下  | 芝1800m（良） | 10    | 2     | 2     | 012.90（4人）   | 02着 | R1:47.0（34.9）     | -0.2 | 0勝浦正樹   | 57        | リーサルウェポン       | 462         |
| 0000.12.26 | 中山   | 3歳上500万下             |      | 芝2000m（良） | 18    | 1     | 2     | 003.30（1人）   | 03着 | R2:00.3（35.0）     | -0.3 | 0戸崎圭太   | 57        | ツクバアズマオー       | 462         |
| 2016.01.16 | 中山   | 4歳上500万下             |      | 芝2000m（良） | 16    | 8     | 15    | 001.90（1人）   | 01着 | R2:01.7（34.6）     | -0.2 | 0戸崎圭太   | 57        | （シングンジョーカー） | 466         |
| 0000.04.17 | 中山   | 鹿野山特別               | 10下 | 芝2000m（良） | 13    | 7     | 10    | 004.40（2人）   | 01着 | R2:00.1（34.9）     | -0.1 | 0戸崎圭太   | 57        | （トミケンスラーヴァ） | 462         |
| 0000.07.09 | 福島   | 阿武隈S                  | 16下 | 芝1800m（稍） | 12    | 7     | 9     | 003.70（2人）   | 09着 | R1:49.0（36.5）     | -0.9 | 0戸崎圭太   | 55        | ウインインスパイア     | 464         |
| 0000.11.05 | 東京   | ノベンバーS              | 16下 | 芝2000m（良） | 14    | 1     | 1     | 027.80（6人）   | 04着 | R2:00.0（33.9）     | -0.1 | 0横山典弘   | 55        | トルークマクト         | 462         |
| 0000.12.11 | 中山   | 美浦S                    | 16下 | 芝1800m（良） | 16    | 4     | 8     | 005.20（2人）   | 01着 | R1:47.4（35.7）     | -0.0 | 0横山典弘   | 55        | （カレンリスベット）   | 470         |
| 2017.01.28 | 東京   | 白富士S                  | OP   | 芝2000m（良） | 14    | 8     | 14    | 008.70（5人）   | 02着 | R2:00.6（33.2）     | -0.0 | 0横山典弘   | 56        | スズカデヴィアス       | 480         |
| 0000.02.26 | 中山   | 中山記念                 | GII  | 芝1800m（良） | 11    | 5     | 5     | 045.30（8人）   | 02着 | R1:47.7（33.8）     | -0.1 | 0横山典弘   | 56        | ネオリアリズム         | 484         |
| 0000.04.02 | 阪神   | 大阪杯                   | GI   | 芝2000m（良） | 14    | 4     | 6     | 069.60（9人）   | 13着 | R2:00.9（35.9）     | -2.0 | 0横山典弘   | 57        | キタサンブラック       | 478         |
| 0000.07.16 | 函館   | 函館記念                 | GIII | 芝2000m（重） | 16    | 8     | 16    | 021.30（8人）   | 09着 | R2:02.0（35.9）     | -0.8 | 0蛯名正義   | 56        | ルミナスウォリアー     | 474         |
| 0000.08.20 | 札幌   | 札幌記念                 | GII  | 芝2000m（良） | 13    | 1     | 1     | 019.90（6人）   | 01着 | R2:00.4（35.0）     | -0.0 | 0蛯名正義   | 57        | （ナリタハリケーン）   | 476         |
| 0000.10.29 | 東京   | 天皇賞（秋）             | GI   | 芝2000m（不） | 18    | 1     | 1     | 052.5（12人）   | 08着 | R2:10.2（40.4）     | -1.9 | 0蛯名正義   | 58        | キタサンブラック       | 482         |
| 0000.12.24 | 中山   | 有馬記念                 | GI   | 芝2500m（良） | 16    | 5     | 9     | 072.9（13人）   | 16着 | R2:35.5（36.6）     | -1.9 | 0蛯名正義   | 57        | キタサンブラック       | 494         |
| 2018.02.25 | 中山   | 中山記念                 | GII  | 芝1800m（良） | 10    | 2     | 2     | 007.10（4人）   | 04着 | R1:47.8（34.9）     | -0.2 | 0蛯名正義   | 57        | ウインブライト         | 490         |
| 0000.03.24 | 中山   | 日経賞                   | GII  | 芝2500m（良） | 15    | 6     | 11    | 012.30（6人）   | 03着 | R2:34.1（34.6）     | -0.2 | 0田辺裕信   | 57        | ガンコ                 | 486         |
| 0000.07.15 | 函館   | 函館記念                 | GIII | 芝2000m（良） | 15    | 2     | 3     | 011.50（7人）   | 02着 | R1:59.9（34.6）     | -0.1 | 0田辺裕信   | 57.5      | エアアンセム           | 478         |
| 0000.08.19 | 札幌   | 札幌記念                 | GII  | 芝2000m（稍） | 16    | 5     | 9     | 013.10（7人）   | 06着 | R2:01.5（37.1）     | -0.4 | 0吉田隼人   | 57        | サングレーザー         | 480         |
| 0000.10.28 | 東京   | 天皇賞（秋）             | GI   | 芝2000m（良） | 12    | 8     | 12    | 135.2（10人）   | 06着 | R1:57.6（33.8）     | -0.8 | 0田辺裕信   | 58        | レイデオロ             | 468         |
| 0000.12.23 | 中山   | 有馬記念                 | GI   | 芝2500m（稍） | 16    | 8     | 16    | 147.0（15人）   | 07着 | R2:32.9（35.6）     | -0.7 | 0田辺裕信   | 57        | ブラストワンピース     | 486         |
| 2019.01.20 | 中山   | AJCC                     | GII  | 芝2200m（良） | 11    | 8     | 11    | 013.60（4人）   | 05着 | R2:14.3（34.4）     | -0.6 | 0蛯名正義   | 56        | シャケトラ             | 488         |
| 0000.03.23 | 中山   | 日経賞                   | GII  | 芝2500m（稍） | 12    | 4     | 4     | 008.20（4人）   | 03着 | R2:34.6（35.2）     | -0.4 | 0横山典弘   | 56        | メイショウテッコン     | 484         |
| 0000.06.02 | 東京   | 安田記念                 | GI   | 芝1600m（良） | 16    | 2     | 3     | 203.5（15人）   | 11着 | R1:31.9（33.3）     | -1.0 | 0横山典弘   | 58        | インディチャンプ       | 486         |
| 0000.08.18 | 札幌   | 札幌記念                 | GII  | 芝2000m（良） | 14    | 8     | 13    | 172.2（12人）   | 13着 | R2:02.7（37.5）     | -2.6 | 0横山典弘   | 57        | ブラストワンピース     | 480         |

## 血統表
| サクラアンプルールの血統      | サクラアンプルールの血統                             | サクラアンプルールの血統         | （血統表の出典）             | （血統表の出典）  |
| 父系                          | キングマンボ系                                       | キングマンボ系                   | キングマンボ系               | [ § 2 ]           |
| 父 キングカメハメハ 2001 鹿毛 | 父の父Kingmambo 1990 鹿毛                            | Mr. Prospector                   | Raise a Native               | Raise a Native    |
| 父 キングカメハメハ 2001 鹿毛 | 父の父Kingmambo 1990 鹿毛                            | Mr. Prospector                   | Gold Digger                  |                   |
| 父 キングカメハメハ 2001 鹿毛 | 父の父Kingmambo 1990 鹿毛                            | Miesque                          | Nureyev                      | Nureyev           |
| 父 キングカメハメハ 2001 鹿毛 | 父の父Kingmambo 1990 鹿毛                            | Miesque                          | Pasadoble                    |                   |
| 父 キングカメハメハ 2001 鹿毛 | 父の母*マンファス Manfath 1991 黒鹿毛                | *ラストタイクーン                | *トライマイベスト            | *トライマイベスト |
| 父 キングカメハメハ 2001 鹿毛 | 父の母*マンファス Manfath 1991 黒鹿毛                | *ラストタイクーン                | Mill Princess                |                   |
| 父 キングカメハメハ 2001 鹿毛 | 父の母*マンファス Manfath 1991 黒鹿毛                | Pilot Bird                       | Blakeney                     | Blakeney          |
| 父 キングカメハメハ 2001 鹿毛 | 父の母*マンファス Manfath 1991 黒鹿毛                | Pilot Bird                       | The Dancer                   |                   |
| 母 サクラメガ 1998 栗毛       | 母の父*サンデーサイレンス Sunday Silence 1986 青鹿毛 | Halo                             | Hail to Reason               | Hail to Reason    |
| 母 サクラメガ 1998 栗毛       | 母の父*サンデーサイレンス Sunday Silence 1986 青鹿毛 | Halo                             | Cosmah                       |                   |
| 母 サクラメガ 1998 栗毛       | 母の父*サンデーサイレンス Sunday Silence 1986 青鹿毛 | Wishing Well                     | Understanding                | Understanding     |
| 母 サクラメガ 1998 栗毛       | 母の父*サンデーサイレンス Sunday Silence 1986 青鹿毛 | Wishing Well                     | Mountain Flower              |                   |
| 母 サクラメガ 1998 栗毛       | 母の母サクラクレアー 1982 鹿毛                       | *ノーザンテースト Northern Taste | Northern Dancer              | Northern Dancer   |
| 母 サクラメガ 1998 栗毛       | 母の母サクラクレアー 1982 鹿毛                       | *ノーザンテースト Northern Taste | Lady Victoria                |                   |
| 母 サクラメガ 1998 栗毛       | 母の母サクラクレアー 1982 鹿毛                       | *クレアーブリッジ Clare Bridge   | Quadrangle                   | Quadrangle        |
| 母 サクラメガ 1998 栗毛       | 母の母サクラクレアー 1982 鹿毛                       | *クレアーブリッジ Clare Bridge   | Abeyance Lass                |                   |
| 母系(F-No.)                   | クレアーブリッジ系(FN:13-c)                          | クレアーブリッジ系(FN:13-c)      | クレアーブリッジ系(FN:13-c)  | [ § 3 ]           |
| 5代内の近親交配               | Northern Dancer 5･5×4＝12.5%                         | Northern Dancer 5･5×4＝12.5%     | Northern Dancer 5･5×4＝12.5% | [ § 4 ]           |
| 出典                          | 1. 2. 3. 4.                                          | 1. 2. 3. 4.                      | 1. 2. 3. 4.                  | 1. 2. 3. 4.       |

- 6代母Vagrancyは1942年のCCAオークス勝ち馬。
- 伯父に1995年天皇賞（秋）勝ち馬のサクラチトセオー、伯母に同年のエリザベス女王杯勝ち馬のサクラキャンドルがいる[15]。
- 祖母サクラクレアーの全妹ダイナクレアーの曾孫にスワンステークスなど重賞3勝のロードクエストがいる。